# Épreuve par équipes du combiné nordique aux Jeux olympiques de 2022
Pour des articles plus généraux, voir Combiné nordique aux Jeux olympiques de 2022 et Jeux olympiques d'hiver de 2022.
Navigation
Pyeongchang 2018 Cortina 2026
L'épreuve par équipes de combiné nordique aux Jeux olympiques de 2022 a lieu le 17 février 2022 à Zhangjiakou. Il s'agit de la dernière épreuve de combiné nordique de ces Jeux olympiques.
L'Autriche domine le concours de saut mais les écarts sont faibles sur la Norvège, l'Allemagne et le Japon. Ces quatre nations se regroupent lors de la course de ski de fond. Dans le troisième relais, la Norvège se détachent et l'emporte. Derrière, l'Allemagne prend la deuxième place au sprint devant le Japon et l'Autriche.
À l’occasion de cette course, le Norvégien Jørgen Graabak remporte sa quatrième médaille aux Jeux olympiques ce qui fait de lui le coureur de combiné nordique le plus sacré aux Jeux olympiques.

## Organisation

### Lieux
Les épreuves se déroulent à Zhangjiakou dans le Hebei à 180 km de Pékin à une altitude d'environ 1 700 m,. Les compétitions à cette altitude sont rares et certains athlètes effectuent des stages de préparation dans des villes autrichiennes, italiennes ou françaises pour s'habituer à ces conditions. La dernière fois que des épreuves olympiques avaient lieu à une telle altitude, c'était lors des Jeux olympiques de 2002 à Soldier Hollow. Les conditions sur place sont attendues comme très froide (près de la limite autorisée de - 20 °C) et sèche.
Pour le saut à ski, les tremplins sont construits entre 2017 et 2020 avec un budget initial de 60 millions de dollars. Le complexe compte deux tremplins : un HS 140 et un HS 106. Les tremplins sont les seuls homologués en Chine et ils servent de centre national pour les sauteurs chinois. Le nom du complexe vient de sa ressemblance avec un sceptre de Ruyi (de). Les athlètes sont impressionnés par les dimensions ainsi que l'architecture du complexe. Les tremplins sont situés dans une zone où soufflent fréquemment des vents violents. Quelques jours avant la course, les épreuves masculine et par équipes. Pour le HS 140, le record du tremplin est de 142 m réalisé par le Japonais Ryōyū Kobayashi.
Sur la piste de ski de fond, il n'y a pas de difficultés majeures et le profil des pistes est relativement plat. En effet, le circuit de 2,5 km compte trois petites montées et autant de descentes. Au total, il y a 88 m de dénivelé positif sur cette boucle. Les compétitions se déroulent sur de la neige artificielle, ce qui complique la glisse des skis. Le fartage des skis s'annonce complexe et déterminant dans les résultats. Les pistes sont éclairées grâce à un système de projecteurs situés sur le long de la piste. 
Des tribunes étaient prévues pour les deux sites de compétitions, mais en raison de la pandémie de Covid-19, il n'y a pas de vente de billets au grand public. Seules quelques personnes invitées peuvent assister aux compétitions. Les principales compétitions de test des équipements sportifs ont dû être annulées en raison de la pandémie de Covid-19 et seulement des courses de la coupe continentale de combiné nordique 2022 et de la coupe continentale de saut à ski 2021-2022 (en) ont pu être disputées,.

### Calendrier
Le saut d'essai est programmé à 15 h heure locale (UTC+8). Le concours de saut débute à 16 h et la course de ski de fond commence à 19 h. 
| Date            | Épreuve     | Horaire | Horaire |
| --------------- | ----------- | ------- | ------- |
| 17 février 2022 | Saut à ski  | 16 h    |         |
| 17 février 2022 | Ski de fond | 19 h    |         |

### Format de l'épreuve
Dans un premier temps, chaque athlète fait un saut sur le grand tremplin d'une taille de 140 mètres. Ensuite, les différences entre les sommes des points de chaque équipe sont converties en secondes selon le tableau de Gundersen, un point valant 1,33 seconde. Les nations partent selon le classement du saut dans la course de ski de fond, qui est un relais de 4 × 5 km, et l'arrivée de cette course détermine le classement final.

## Athlètes participants
La course par équipes marque le retour d'Eric Frenzel à la compétition après sa quarantaine. Le relais allemand est complété par Manuel Faisst, en raison de quatrième place deux jours plus tôt, Vinzenz Geiger et Julian Schmid. C'est donc Johannes Rydzek qui ne courra pas. Chez les Autrichiens, les sélectionnés sont Lukas Greiderer, Johannes Lamparter, Martin Fritz et Franz-Josef Rehrl. Mario Seidl n'est pas dans l'équipe sélectionné. Chez les Norvégiens, Jarl Magnus Riiber fait le choix de rentrer en Norvège plutôt que de disputer la course. Ivar Stuan (no), le directeur du combiné norvégien, explique l'athlète n'est pas fatigué physiquement mais mentalement et qu'il a besoin de repos. Ainsi, l'équipe norvégienne est composée de Jørgen Graabak, Jens Lurås Oftebro, d'Espen Bjørnstad et d'Espen Andersen. Même sans Jarl Magnus Riiber, Ivar Stuan pense que son équipe peut remporter la course.
Les favoris sont la Norvège, l'Autriche et l'Allemagne. Les Japonais sont annoncés comme des outsiders.

## Récit de l'épreuve
Lors du concours de saut, l'Autriche domine le concours. Les Autrichiens bénéficient notamment du plus long saut du jour de Franz-Josef Rehrl à 141 m et de Johannes Lamparter à 140 m. Cependant les écarts sont faibles avec les autres nations. Les Norvégiens sont deuxième à 8 s notamment grâce à des bons sauts d'Espen Bjørnstad et d'Espen Andersen,. Les Allemands sont à 11 s grâce à des bons sauts d'Eric Frenzel ou encore de Vinzenz Geiger. Les Japonais sont également dans le coup pour les médailles. En effet, ils sont à 12 s de la tête. Derrière, les écarts sont beaucoup plus important.  La France est en cinquième position mais à près d'une minute et trente secondes. La République Tchèque est juste derrière. Les États-Unis et la Finlande sont à près de deux minutes.
Lors de la course de ski de fond, les quatre premières nations se regroupent. Les quatre équipes se marquent sur le premier relais. Lors de la fin du deuxième relais, Johannes Lamparter essaie de distancer les autres nations mais sans succès,. Dans le troisième relais, Jens Lurås Oftebro place une attaque décisive pour la Norvège. Derrière, le Japon et l'Autriche skient ensemble alors qu'Eric Frenzel est lâché et l'Allemagne est à plus de 35 s de la tête et à 25 s des deux pays poursuivants,. Le dernier relais est une formalité pour Jørgen Graabak et la Norvège l'emporte largement. Derrière, Vinzenz Geiger permet à l'Allemagne de revenir sur l'Autriche et le Japon. Il y a donc trois nations pour deux places restantes sur le podium. Au sprint, Vinzenz Geiger domine Ryota Yamamoto et Martin Fritz. Derrière, la France prend la cinquième place devant les États-Unis, la République Tchèque et la Finlande.

## Réactions
L'Autrichien Martin Fritz considère que « la déception est énorme ». Il était pour la première fois le dernier relayeur, qu'il a tout fait pour essayer de lâcher le Japonais et qu'il n'a pas réussi. Dans le sprint, il était un peu fatigué et il n'a pas pu rivaliser avec Ryota Yamamoto. Johannes Lamparter pense que tout a été fait correctement mais que c'était une journée de malchance. Il ajoute que la glisse des skis était meilleure sur les courses précédentes,. L'entraîneur autrichien Christoph Eugen affirme que les performances en ski des membres de l'équipe n'ont pas été au niveau et que l'objectif n'a pas été atteint. Pour les athlètes et les membres de l'encadrement, changer l'ordre des athlètes n'auraient certainement pas permis de changer le résultat.
La Norvège, même sans Jarl Magnus Riiber, l'emporte. Les quatre athlètes du relais dédient leur victoire à leur coéquipier et montre une photo de lui lors de la cérémonie protocolaire. Ils considèrent que Jarl Magnus Riiber leur a beaucoup apporté au cours de l'olympiade et qu'il a contribué à cette victoire. Avec cette nouvelle médaille d'or, Jørgen Graabak devient le coureur de combiné nordique le plus sacré aux Jeux olympiques.
Pour les Allemands, Eric Frenzel a fini son relais épuisé et en hypothermie. En effet, l'Allemand ne se sentant pas bien pendant son relais et il s'est effondré dès la fin de son relais. Il ne participe à la cérémonie protocolaire, mais réapparaît ensuite pour parler à la presse ; il est mis sous surveillance médicale pendant quelques jours.
Les Japonais sont très heureux de leur médaille de bronze. Akito Watabe dont c'est la deuxième médaille de ces Jeux estime qu'il est « dix fois plus heureux » que lorsqu'il a remporté la médaille de bronze sur le grand tremplin. De puis plusieurs années, les Japonais étaient habitués à la quatrième place notamment en raison de temps de ski plus faible que les trois autres relais favoris. Les Japonais ont fait le choix de suivre les autres nations autant que possible en se disant que s'il avait un retard Akito Watabe pourrait ramener l'équipe vers la tête. Les circonstances de courses ont fait que les Japonais sont dans la course à la médaille jusque dans la dernière ligne droite. C'est à ce moment-là que les qualités en skis de Ryota Yamamoto ont fait la différence. Ce dernier explique avoir fait d'énorme progrès dans la discipline ces derniers mois. Il s'agit de la première médaille japonaise en relais de combiné nordique depuis 1994. À l'époque, leur entraîneur Takanori Kono avait avec deux coéquipiers remporté la médaille d'or.
La France termine cinquième après avoir terminé 5e lors des Jeux olympiques de 2006, 4e en 2010 et 2014 puis à nouveau 5e en 2018. L'année dernière, la France avait fini 6e lors des championnats du monde avec les quatre mêmes athlètes. Gaël Blondeau (it) pense que ce résultat est encourageant pour les années à venir.

## Podium
| Épreuve                         | Or                             | Or            | Argent                           | Argent   | Bronze                       | Bronze   |
| ------------------------------- | ------------------------------ | ------------- | -------------------------------- | -------- | ---------------------------- | -------- |
| Par équipes résultats détaillés | Norvège (NOR) - Jørgen Graabak | 50 min 45 s 0 | Allemagne (GER) - Vinzenz Geiger | + 54 s 9 | Japon (JPN) - Ryota Yamamoto | + 55 s 2 |

## Résultats
| Rang                                | Pays                                                                       | Longueur (m)            | Points                        | Retard au départ | Temps                                                                 | Rang du ski de fond | Temps final    |
| ----------------------------------- | -------------------------------------------------------------------------- | ----------------------- | ----------------------------- | ---------------- | --------------------------------------------------------------------- | ------------------- | -------------- |
| Médaille d'or, Jeux olympiques      | Norvège Espen Bjørnstad Espen Andersen Jens Lurås Oftebro Jørgen Graabak   | 133,5 133,5 131,0 125,5 | 469,4 122,4 119,7 114,6 112,7 | 0 min 8 s        | 50 min 37 s 1 12 min 52 s 3 12 min 34 s 2 12 min 19 s 5 12 min 51 s 1 | 1                   | 50 min 45 s 1  |
| Médaille d'argent, Jeux olympiques  | Allemagne Manuel Faisst Julian Schmid Eric Frenzel Vinzenz Geiger          | 128,5 131,5 132,0 133,0 | 467,0 117,1 125,5 108,8 115,6 | 0 min 11 s       | 51 min 29 s 0 12 min 44 s 7 12 min 41 s 7 12 min 53 s 5 13 min 09 s 1 | 5                   | +54 s 9        |
| Médaille de bronze, Jeux olympiques | Japon Yoshito Watabe Hideaki Nagai Akito Watabe Ryota Yamamoto             | 133,5 128,5 125,0 135,0 | 466,6 124,5 111,6 109,1 121,4 | 0 min 12 s       | 51 min 28 s 3 12 min 44 s 0 12 min 41 s 8 12 min 26 s 6 13 min 35 s 9 | 4                   | +55 s 2        |
| 4                                   | Autriche Franz-Josef Rehrl Johannes Lamparter Lukas Greiderer Martin Fritz | 141,0 140,0 130,0 121,0 | 475,4 127,5 125,5 121,2 101,2 | 0 min 0 s        | 51 min 44 s 7 12 min 56 s 6 12 min 36 s 6 12 min 31 s 6 13 min 39 s 9 | 8                   | +59 s 6        |
| 5                                   | France Gaël Blondeau (de) Mattéo Baud Antoine Gérard Laurent Muhlethaler   | 111,0 130,0 125,5 127,0 | 410,0 081,4 114,9 103,2 110,5 | 1 min 27 s       | 51 min 33 s 1 12 min 46 s 5 12 min 53 s 2 12 min 40 s 3 13 min 13 s 1 | 6                   | +2 min 15 s 0  |
| 6                                   | États-Unis Taylor Fletcher Ben Loomis Jasper Good Jared Shumate (it)       | 113,0 129,0 114,5 128,0 | 387,1 085,0 113,1 080,9 108,1 | 1 min 58 s       | 51 min 09 s 1 12 min 16 s 3 12 min 52 s 3 13 min 07 s 4 12 min 53 s 1 | 2                   | +2 min 22 s 0  |
| 7                                   | République tchèque Tomáš Portyk Jan Vytrval Ondřej Pažout Lukáš Daněk      | 123,5 120,5 127,5 122,0 | 403,7 099,7 101,2 105,7 097,1 | 1 min 36 s       | 51 min 34 s 6 12 min 59 s 9 12 min 39 s 1 13 min 04 s 2 12 min 51 s 4 | 7                   | +2 min 25 s 5  |
| 8                                   | Finlande Ilkka Herola Arttu Mäkiaho Eero Hirvonen Perttu Reponen (de)      | 118,0 116,5 123,5 123,0 | 385,1 094,7 087,6 104,1 098,7 | 2 min 0 s        | 51 min 24 s 1 12 min 35 s 5 12 min 51 s 3 12 min 41 s 2 13 min 16 s 1 | 3                   | +2 min 39 s 0  |
| 9                                   | Italie Iacopo Bortolas (en) Samuel Costa Raffaele Buzzi Alessandro Pittin  | 116,0 110,5 124,0 104,5 | 320,1 086,4 072,2 097,2 064,3 | 3 min 27 s       | 53 min 40 s 0 14 min 00 s 6 13 min 07 s 4 13 min 13 s 1 13 min 18 s 9 | 9                   | +6 min 21 s 9  |
| 10                                  | Chine Zhao Jiawen (de) Yuhao Guo Zihe Zhao Haibin Fan                      | 093,5 081,5 098,0 106,5 | 184,7 047,8 016,0 054,6 066,3 | 6 min 28 s       | 58 min 07 s 1 13 min 53 s 2 13 min 42 s 7 14 min 23 s 0 16 min 08 s 2 | 10                  | +13 min 50 s 0 |